# John Donald Mood
John Donald Mood ( * 15 de noviembre de 1945 (79 años)) es un botánico danés.

## Algunas publicaciones
- Mood, J, K Larsen. 2001. New Curcumas from South-east Asia. New Plantsman, vol. 8, pp. 207-217

### Libros
- 1976. A folk botany of Guam: an ethnobotanical study of the Guamanian-Chamorro. Ed. University of Guam. 360 pp.

- La abreviatura «Mood» se emplea para indicar a John Donald Mood como autoridad en la descripción y clasificación científica de los vegetales.[1]

Posee, a octubre de 2010, más de 44 registros de identificaciones y clasificaciones de nuevas especies, las que publica habitualmente en : Nordic J. Bot.; Novon; Reinwardtia; Fl. Thailand; Dansk Bot. Ark.; Kong. Danske Vidensk. Selsk., Biol. Skr.; Felicit. Vol. Southeast Asian Stud.; New Plantsman; Notes Roy. Bot. Gard. Edinburgh; Nat. Hist. Bull. Siam Soc.; Biol. Meddel. K. Danske Vidensk. Selsk.; Bot. Tidsskr.